# Vinzenz Dittrich
Pour les articles homonymes, voir Dittrich.
Vinzenz Dittrich est un footballeur autrichien devenu entraîneur, né le 23 février 1893 à Vienne (Autriche) et mort le 25 janvier 1965 dans la même ville.

## Palmarès

### Palmarès de joueur
Avec le Rapid de Vienne
- Champion d'Autriche en 1913, 1917, 1919, 1920, 1921 et 1923.
- Vainqueur de la Coupe d'Autriche en 1919 et 1920.

### Palmarès d'entraîneur
Avec l'équipe de Lituanie de football
- Vainqueur de la Coupe baltique de football en 1930.

Avec l'Olympique de Marseille
- Vainqueur de la Coupe de France de football en 1935.
- Finaliste de la Coupe de France de football en 1934.

## Sources
- Alain Pécheral, La grande histoire de l'OM, 2007, pages 90-91.
- (de) Profil sur rapidarchiv.at
- Profil sur om1899.com